# Proserpinaster neozelanicus
Proserpinaster neozelanicus is een kamster uit de familie Astropectinidae.
De wetenschappelijke naam van de soort werd, als Persephonaster neozelanicus, in 1925 gepubliceerd door Theodor Mortensen.